# Mirkoeilcane

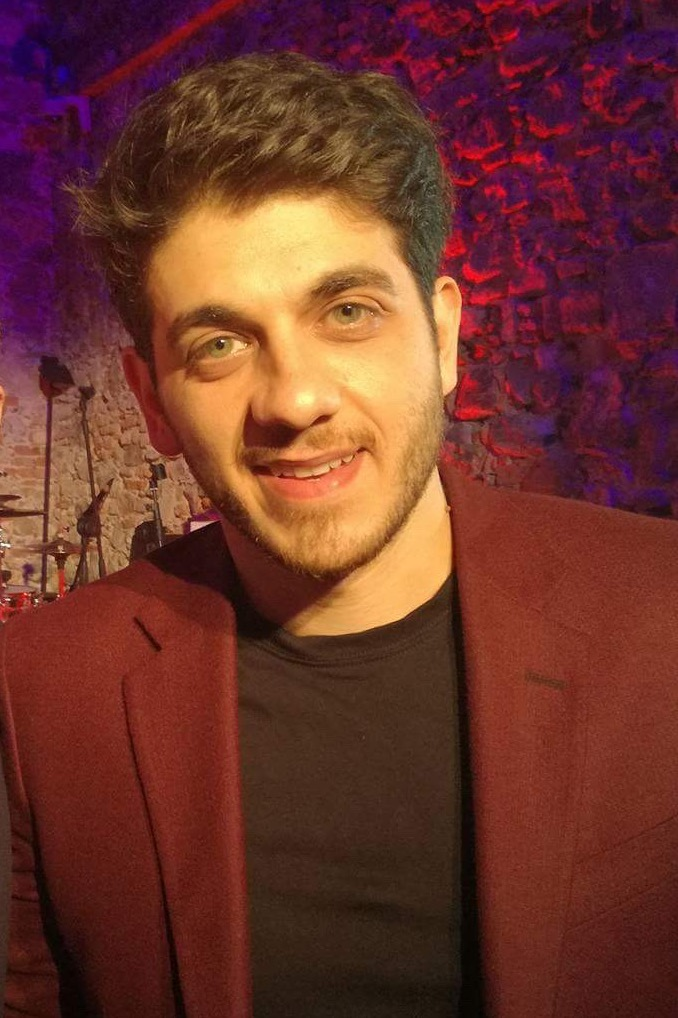
Mirkoeilcane beim Sanremo-Festival 2018

Mirkoeilcane (* 6. Mai 1986 in Rom als Mirko Mancini) ist ein italienischer Musiker.

## Werdegang
Mancini wuchs im römischen Stadtteil Garbatella auf und begann schon als Kind, Gitarre zu spielen. Nach einer längeren Aktivität als Songwriter veröffentlichte er 2015 sein erstes Album Mirkoeilcane. Dieses erhielt gute Kritiken und wurde für den Tenco-Preis nominiert. 2017 zeichnete der Musiker für den Soundtrack des Films I peggiori von Vincenzo Alfieri verantwortlich und gewann mit Per fortuna die 28. Ausgabe des Festivals Musicultura. Daneben veröffentlichte er als E-Book seinen ersten Roman Whisky per favore. Mit dem Lied Stiamo tutti bene konnte er sich schließlich in der Show Sarà Sanremo für die Newcomer-Kategorie des Sanremo-Festivals 2018 qualifizieren. Dort erreichte er den zweiten Platz hinter Ultimo und wurde zudem mit dem Kritikerpreis ausgezeichnet. Sein Lied brachte ihm außerdem die Targa Tenco für das beste Lied 2018 ein.

## Diskografie
Alben

| Jahr | Titel                                | Höchstplatzierung, Gesamtwochen, AuszeichnungChartsChartplatzierungen (Jahr, Titel, Platzierungen, Wochen, Auszeichnungen, Anmerkungen) | Anmerkungen   |
| Jahr | Titel                                | IT | Anmerkungen   |
| ---- | ------------------------------------ | --- | ------------- |
| 2015 | Mirkoeilcane                         | — |               |
| 2018 | Secondo me                           | IT79 (1 Wo.)IT | Fenix/Believe |
| 2023 | La musica contemporanea mi butta giù | — |               |

Singles
- Profili (a)sociali (2016)
- Per fortuna (2017)
- Epurestestate (2017)
- Stiamo tutti bene (2018)

## Belege
1. ↑  Chi è Mirkoeilcane, cantante delle Nuove Proposte di Sanremo. In: supereva.it. Archiviert vom Original (nicht mehr online verfügbar) am 10. Februar 2018; abgerufen am 12. Februar 2018 (italienisch).  Info: Der Archivlink wurde automatisch eingesetzt und noch nicht geprüft. Bitte prüfe Original- und Archivlink gemäß Anleitung und entferne dann diesen Hinweis.
2. ↑  Mirkoeilcane. Rai, abgerufen am 12. Februar 2018 (italienisch).
3. ↑  Mirkoeilcane, la sua una musica con qualcosa da dire. In: diregiovani.it. 3. November 2016, abgerufen am 12. Februar 2018 (italienisch).
4. ↑  Sanremo 2018, Mirkoeilcane vince il premio della critica ‘Mia Martini’. In: Repubblica.it. Abgerufen am 12. Februar 2018 (italienisch).
5. ↑  Premio Tenco, i vincitori 2018: Motta, Anastasi, Mirkoeilcane, Cinti. In: Rockol.it. 5. Juli 2018, abgerufen am 6. Dezember 2018 (italienisch).
6. ↑  Alben von Mirkoeilcane. In: Italiancharts.com. Hung Medien, abgerufen am 23. Februar 2018.

| Personendaten    | Personendaten                    |
| ---------------- | -------------------------------- |
| NAME             | Mirkoeilcane                     |
| ALTERNATIVNAMEN  | Mancini, Mirko (wirklicher Name) |
| KURZBESCHREIBUNG | italienischer Musiker            |
| GEBURTSDATUM     | 6. Mai 1986                      |
| GEBURTSORT       | Rom                              |